# Pseudonympha nieuwveldensis
Pseudonympha nieuwveldensis är en fjärilsart som beskrevs av Dickson 1966. Pseudonympha nieuwveldensis ingår i släktet Pseudonympha och familjen praktfjärilar. Inga underarter finns listade.